# لانس هاريس (كرة سلة)
لانس هاريس (بالإنجليزية: Lance Harris)‏ مواليد 14 نوفمبر 1984 في كولومبيا، هو لاعب كرة سلة أمريكي. بدأ مسيرته الاحترافية في سنة 2007. يلعب مع إلان شالون في الدوري الفرنسي لكرة السلة الدرجة الأولى. يحمل الرقم 3. يبلغ طوله 6 قدم 6 بوصة (2.0 م).

## المسيرة الاحترافية
لعب مع زلاتوروج لاشكو في موسم 2007–2008، ثم لعب مع نادي إيجوكيا لكرة السلة في موسم 2010–2011، ثم لعب مع نادي إكاروس كاليثيا لكرة السلة في سنة 2011، ثم لعب مع رير فينيزيا مستري في سنة 2011، ثم لعب مع جويرينو فانولي باسكت في الدوري الإيطالي في موسم 2012–2013، ثم لعب مع نادي طوفاس الرياضي في الدوري التركي في موسم 2014–2015.

## روابط خارجية
- لانس هاريس على موقع كرة السلة الأوروبية.كوم (الإنجليزية)
- لانس هاريس على موقع DraftExpress.com (الإنجليزية)
- لانس هاريس على موقع كلية كرة السلة في سبورتس رفرنس.كوم (الإنجليزية)
- لانس هاريس على موقع ريلجم (الإنجليزية)
- لانس هاريس على موقع بروبوليرز (الإنجليزية)
- لانس هاريس على موقع سبورتس رفرنس (الإنجليزية)